# 韋爾比奇涅
50°59′41″N 24°36′48″E / 50.99472°N 24.61333°E
韋爾比奇涅（烏克蘭語：Вербичне），是烏克蘭的村落，位於該國西部沃倫州，由科韋利區負責管轄，始建於1528年，面積2.47平方公里，海拔高度202米，2001年人口273，人口密度每平方公里110.44人。